# TalkTalk (A Perfect Circle)
TalkTalk è un singolo promozionale del gruppo musicale statunitense A Perfect Circle, pubblicato il 5 febbraio 2018 ed estratto dal quarto album in studio Eat the Elephant.

## Descrizione
Il brano nasce da un demo strumentale del chitarrista Billy Howerdel, sviluppato poi successivamente insieme al frontman del gruppo Maynard James Keenan. Il demo originale era stato composto con un metro di quattro quarti e su proposta di Keenan, alle prese con delle difficoltà nel realizzarne la melodia vocale, è stato riadattato su un tempo di tre quarti. Si tratta dell'ultimo brano concluso durante le registrazioni per l'album.
Il testo di TalkTalk è stato interpretato da alcune testate giornalistiche come una critica alla situazione politica e religiosa nella società moderna. Musicalmente, invece, il brano è stato descritto come un ibrido tra il secondo album della band, Thirteenth Step, e il più malinconico album d'esordio Mer de Noms.

## Promozione
Il brano è stato presentato in occasione dell'annuncio di Eat the Elephant sul canale YouTube del gruppo, oltreché reso disponibile per il download digitale insieme al preordine dell'album.

## Tracce
Testi e musiche di Maynard James Keenan e Billy Howerdel.
Download digitale
1. TalkTalk – 4:15

CD promozionale (Regno Unito)
1. TalkTalk (Clean Edit) – 4:15
2. TalkTalk – 4:15

## Formazione
Hanno partecipato alle registrazioni, secondo le note di copertina di Eat the Elephant:
Gruppo
- Maynard James Keenan – voce
- Billy Howerdel – strumentazione

Altri musicisti
- The APC Drum Orchestra – batteria orchestrale
  - Jeff Friedl
  - Matt Chamberlain
  - Isaac Carpenter
  - Dave Sardy

Produzione
- Dave Sardy – produzione, missaggio
- Billy Howerdel – produzione, ingegneria del suono aggiuntiva
- Maynard James Keenan – produzione
- Stephen Marcussen – mastering
- Jim Monti – ingegneria del suono
- Cameron Barton – ingegneria del suono secondaria, ingegneria del suono aggiuntiva
- Mat Mitchell – ingegneria parti vocali
- Smiley Sean – ingegneria del suono aggiuntiva
- Justin McGrath – ingegneria del suono aggiuntiva
- Jeremy Tomlinson – assistenza tecnica
- Geoff Neal – assistenza tecnica
- Zack Zajdel – assistenza tecnica

## Classifiche
| Classifica (2018)                | Posizione massima |
| -------------------------------- | ----------------- |
| Stati Uniti (mainstream rock)    | 17                |
| Stati Uniti (rock & alternative) | 28                |